# Studiepedaal
Een studiepedaal is een op piano's gebruikte constructie waarbij een lap vilt tussen de hamertjes en de snaren wordt geschoven. Het studiepedaal kan - in tegenstelling tot het legatopedaal en het una-corda-pedaal - worden vergrendeld. Ten gevolge van het intrappen van het studiepedaal worden alle toetsaanslagen zwaar gedempt en kan gestudeerd worden zonder veel overlast.
Bij nieuwe piano's die zijn voorzien van MIDI-faciliteiten (zogenaamde Silent piano's) schakelt het studiepedaal het slaan tegen de snaren volledig uit; het is dan mogelijk om met een hoofdtelefoon te studeren.